# Euphyia atlantica
Euphyia atlantica är en fjärilsart som beskrevs av Otto Staudinger 1892. Euphyia atlantica ingår i släktet Euphyia och familjen mätare. Inga underarter finns listade i Catalogue of Life.